# Réseau Presse
Pour les articles homonymes, voir APF.
Réseau.Presse, auparavant connu sous le nom d'Association de la presse francophone (APF), constitue l'unique réseau de journaux de langue française au Canada desservant la population francophone en situation minoritaire depuis 1976. Réseau.Presse est un organisme à but non lucratif dont le siège est à Ottawa.

## Missions
Réseau Presse agit à titre de porte-parole du réseau des médias écrits de langue française en milieu minoritaire au Canada.
Réseau Presse poursuit les objectifs suivants : 
- sensibiliser les diverses instances aux réalités de ses membres.
- offrir des pistes de solutions à des enjeux communs et faciliter la diffusion de pratiques exemplaires afin de favoriser l’essor de ses membres.
- protéger la liberté de la presse et défendre le droit du public à une information fiable et de qualité qui repose sur des principes journalistiques reconnus.
- renforcer la vitalité des populations francophones minoritaires et acadiennes.

Réseau.Presse est également l'éditeur de Francopresse. Francopresse est à la fois un média national numérique qui couvre la francophonie canadienne et un service de nouvelles pour les journaux membres de Réseau.Presse.
Francopresse couvre principalement les sujets qui touchent directement la francophonie canadienne dont les questions de langues officielles, d’éducation, de politique fédérale, d’immigration et des minorités.
Francopresse occupe une case unique dans la francophonie canadienne, étant le seul média dédié aux diverses facettes de l’identité francophone d’un bout à l’autre du pays, tout en appuyant le travail des journaux francophones locaux, régionaux et provinciaux.

## Journaux membres de Réseau Presse
| Titre                             | Province                 | Ville d'édition             |
| --------------------------------- | ------------------------ | --------------------------- |
| Agricom                           | Ontario                  | Alfred                      |
| Le Droit                          | Ontario                  | Ottawa                      |
| L'Express                         | Ontario                  | Toronto                     |
| Le Nord                           | Ontario                  | Hearst                      |
| Le Goût de vivre                  | Ontario                  | Penetanguishene             |
| Le Voyageur                       | Ontario                  | Sudbury                     |
| L'Orléanais                       | Ontario                  | Orléans                     |
| Le Franco                         | Alberta                  | Edmonton                    |
| L'Eau vive                        | Saskatchewan             | Régina                      |
| La Liberté                        | Manitoba                 | Winnipeg et Sainte-Boniface |
| Le Nunavoix                       | Nunavut                  | Iqualuit                    |
| L'Aurore boréale                  | Yukon                    | Whitehorse                  |
| L'Aquilon                         | Territoire du Nord-Ouest | Yellowknife                 |
| L'Acadie nouvelle                 | Nouveau-Brunswick        | Caraquet                    |
| Le Moniteur acadien               | Nouveau-Brunswick        | Shédiac                     |
| Le Gaboteur                       | Terre-Neuve-et-Labrador  | Saint-Jean                  |
| La Voix acadienne                 | Île-du-Prince-Édouard    | Summerside                  |
| Le Courrier de la Nouvelle-Écosse | Nouvelle-Écosse          | Saulnierville               |